# FK Odessa
FK Odessa (ukr. Футбольний клуб «Одеса», Futbolnyj Kłub "Odesa") – ukraiński klub piłkarski z siedzibą w Odessie. Założony w roku 2011.
W latach 2011-2013 występował w rozgrywkach ukraińskiej Pierwszej Lihi.

## Historia
Chronologia nazw:
- 2011: FK Odessa (ukr. ФК «Одеса»)
- 2013: klub rozwiązano

Latem 2011 na bazie klubu Dnister Owidiopol został utworzony nowy klub FK Odessa, który zajął jego miejsce w Pierwszej Lidze. Wielu piłkarzy z głównym trenerem również przeniosły się do Odessy. Po zakończeniu sezonu 2012/13 klub zrezygnował z występów w Pierwszej Lidze.

## Sukcesy
- 15. miejsce w Pierwszej Lidze (1 x):

2011/12
- 1/16 finału Pucharu Ukrainy (1 x):

2012/13